# Słoneczniki (obrazy Vincenta van Gogha)
Słoneczniki – seria obrazów namalowanych przez Vincenta van Gogha, zawierających motyw słoneczników. Powstało ogółem 11 obrazów: 4 podczas pobytu w Paryżu i 7 w Arles.
Wraz z takimi obrazami jak Mona Lisa pędzla Leonarda da Vinci oraz Krzyk pędzla Edwarda Muncha, Słoneczniki uznawane są za najbardziej rozpoznawalne arcydzieła malarstwa światowego.

## Słoneczniki namalowane w Paryżu
Pod koniec XIX w. cięty słonecznik stał się popularnym kwiatem używanym do dekoracji. Symbolizował on radość życia i idealizm. Stał się też popularnym motywem w malarstwie. Kiedy van Gogh studiował w Antwerpii dzieła flamandzkich mistrzów doby baroku, widział obrazy ze słonecznikami.
Pierwsze obrazy ze słonecznikami jako motywem namalował van Gogh późnym latem 1887 w czasie gdy mieszkał w Paryżu. O dwóch z nich (Dwa ścięte słoneczniki (II) i (III)) wspomniał dopiero 17 stycznia 1889 w liście do brata, napisanym po gwałtownym rozstaniu się z Paulem Gauguinem:
"A jeśli on jest niezadowolony z wymiany, jakiej dokonaliśmy, może zabrać swój mały obrazek z Martyniki i swój portret, który wysłał mi z Bretanii i niech odda mi z powrotem zarówno mój portret jak i dwa płótna, które zabrał do Paryża."

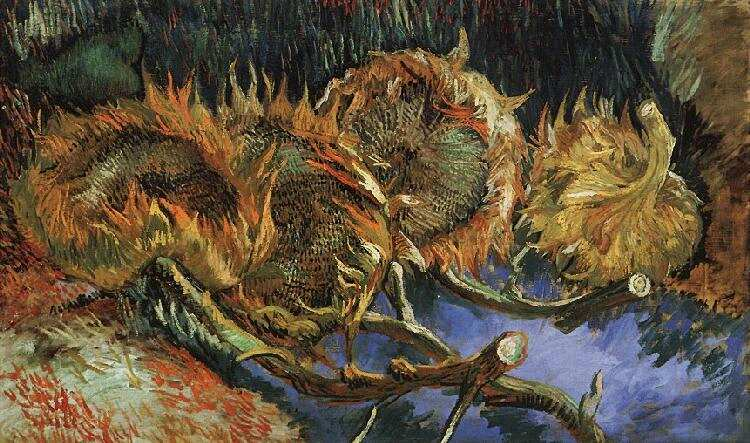
Cztery ścięte słoneczniki, Paryż, sierpień-wrzesień 1887 (Nr kat.: F 452, JH 1330[4], Kröller-Müller Museum, Otterlo
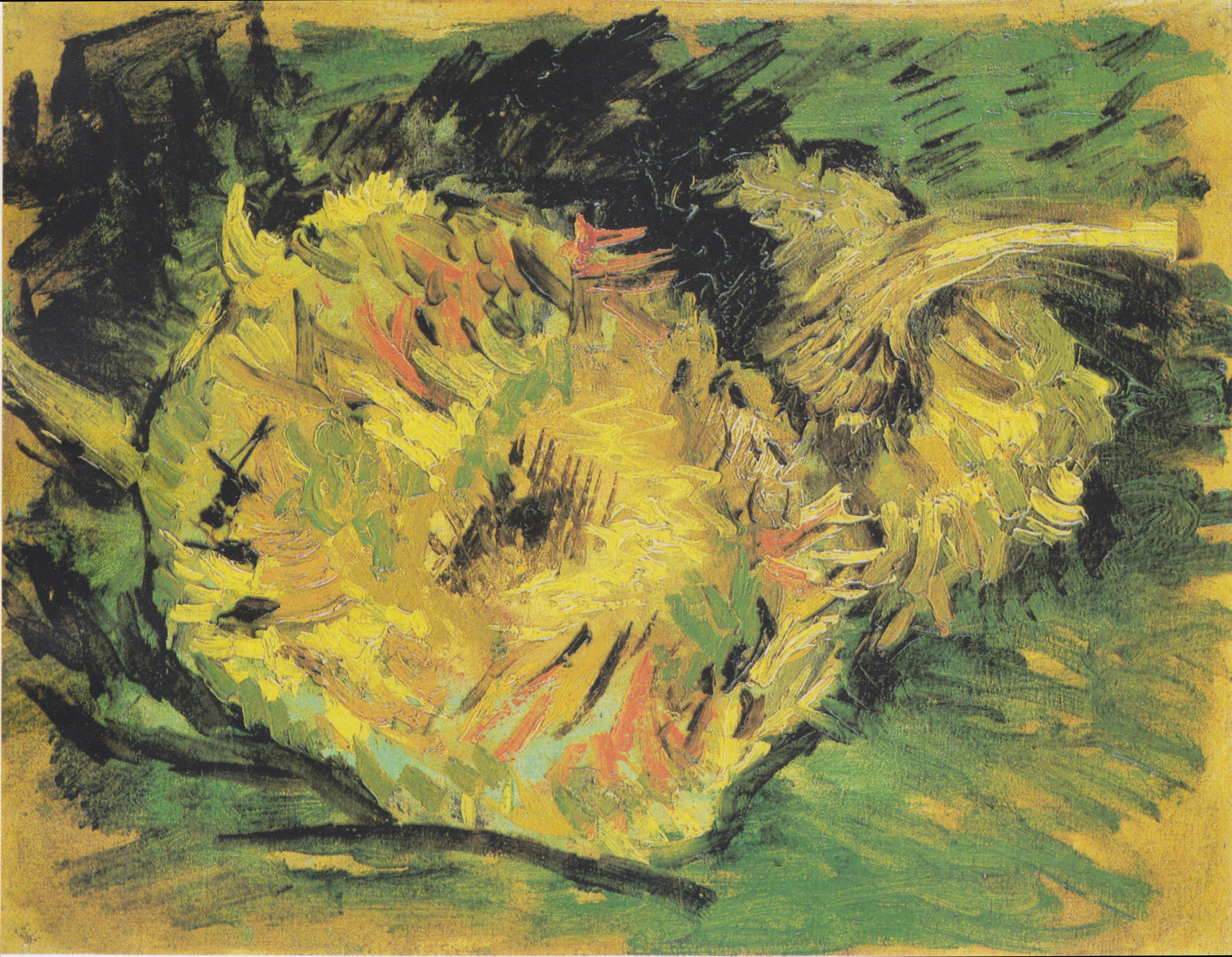
Dwa ścięte słoneczniki (I), Paryż, sierpień-wrzesień 1887 (Nr kat.: F 377, JH 1328), Muzeum Vincenta van Gogha, Amsterdam
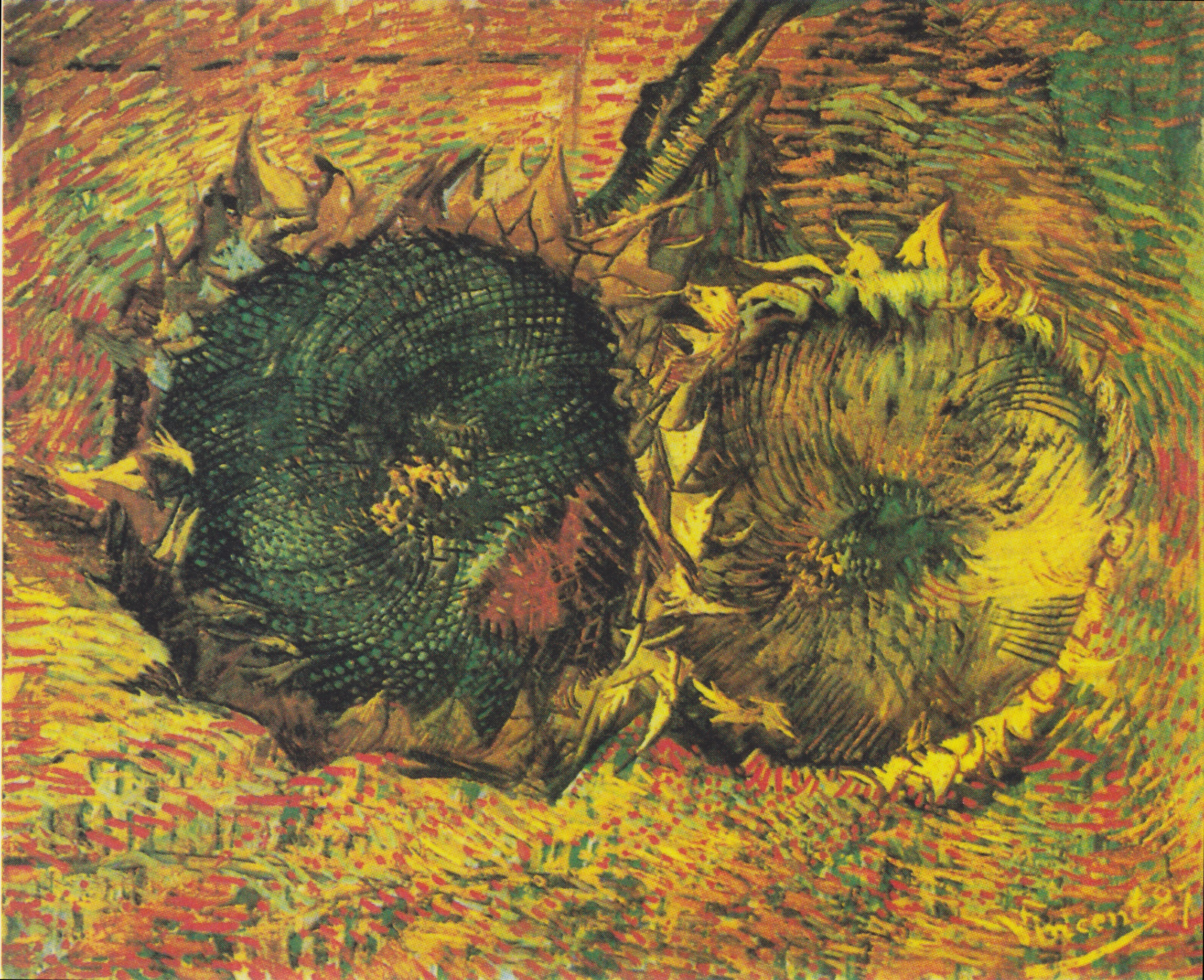
Dwa ścięte słoneczniki (II), Paryż, sierpień-wrzesień 1887 (Nr kat.: F 376, JH 1331), Kunstmuseum Bern, Berno
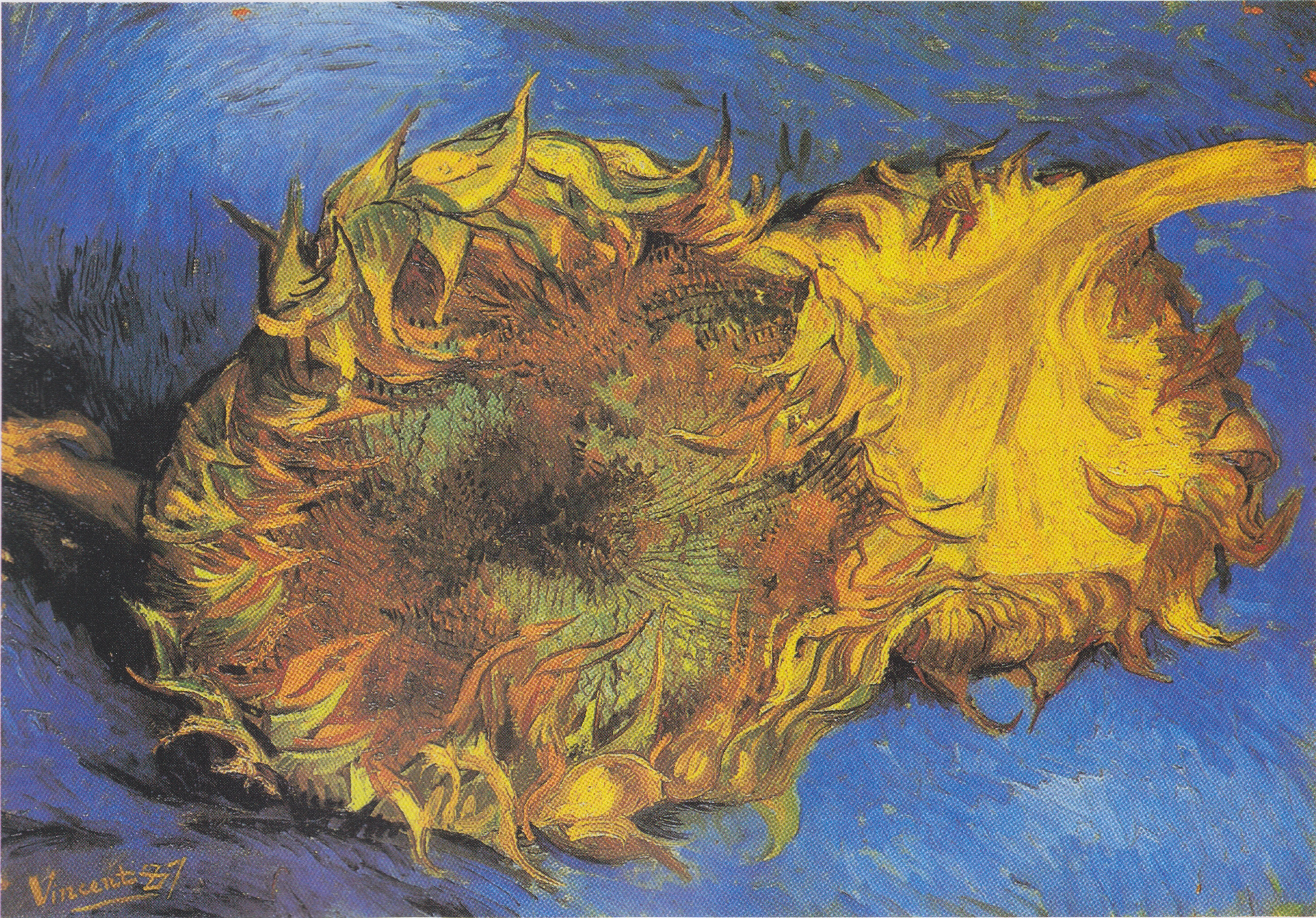
Dwa ścięte słoneczniki (III), Paryż, sierpień-wrzesień 1887 (Nr kat.: F 375, JH 1329), Metropolitan Museum of Art, Nowy Jork

## Słoneczniki namalowane w Arles
W sierpniu 1888 van Gogh rozpoczął malowanie serii obrazów, określonych przez badacza jego twórczości, Jana Hulskera, jako dzieła, które "być może bardziej, niż jakiekolwiek inne jego obrazy, uczyniły go sławnym na całym świecie. Są one często jedynymi dziełami, z którymi jest on identyfikowany". Ta seria obrazów to Słoneczniki. Każdy z nich ma swoją nazwę, np. „Martwa natura: wazon z dwunastoma słonecznikami.”
Van Gogh zaplanował serię ze słonecznikami i pracował nad nią z zaangażowaniem w oczekiwaniu na przyjazd do Arles Paula Gauguina. W liście do Émile Bernarda z 21 sierpnia 1888 pisał:
"Myślę właśnie o dekoracji mojego studia pół tuzinem obrazów ze słonecznikami. Dekoracji, na której surowe lub przełamane żółcienie wybuchną na tle różnych błękitów tła, od najbledszego Veronese do błękitu ciemnego, oprawione w cienkie ramy z listew, pomalowane pomarańczową farbą ołowiową."
Zaplanowana seria obrazów z motywem słoneczników przeznaczona była do powieszenia w "Żółtym Domu", pomyślanym jako wspólne z Gauguinem studio malarskie. W napisanym w tym samym czasie liście do brata Theo nadmieniał:
"Maluję właśnie 3 płótna: 1) 3 duże kwiaty w zielonym wazonie, na jasnym tle (rozmiar 15), 2) 3 kwiaty, jeden, który dojrzał i stracił płatki i jeden pąk, na ciemnoniebieskim tle (rozmiar 25), 3) 12 kwiatów i pąków w żółtym wazonie (rozmiar 30). Tak więc ten ostatni będzie jasny na jasnym [tle] i, mam nadzieję, najlepszy. Chyba nie poprzestanę na tym. Mając nadzieję na wspólne mieszkanie z Gauguinem chciałbym zrobić dekorację do tego studio. Tylko wielkie słoneczniki."
i kilka dni później:
"Maluję teraz czwarty obraz ze słonecznikami. Ten czwarty to bukiet 14 kwiatów na żółtym tle, podobny do martwej natury z pigwami i cytrynami, którą kiedyś namalowałem."

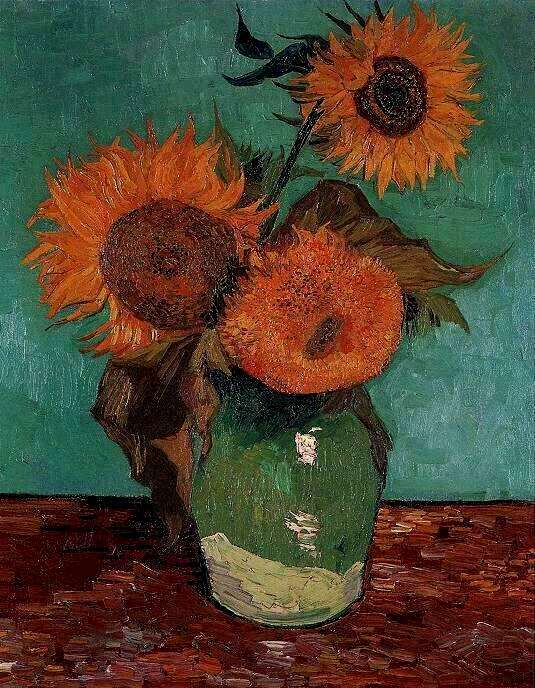
Trzy słoneczniki w wazonie, Arles, sierpień 1888 (Nr kat.: F 453, JH 1559), Kolekcja prywatna, Stany Zjednoczone
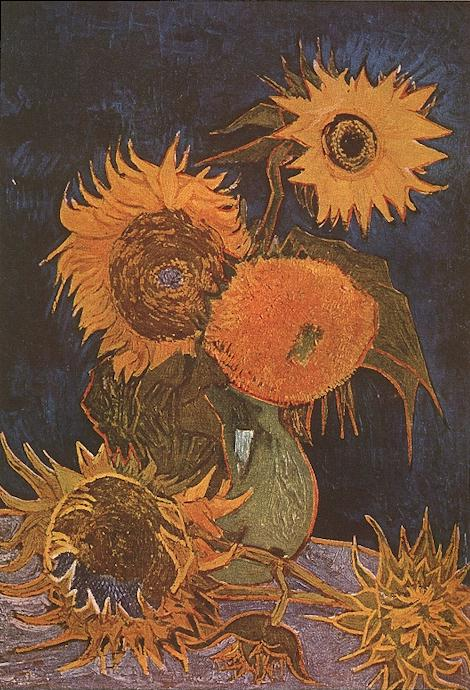
Martwa natura: wazon z pięcioma słonecznikami, Arles, sierpień 1888 (Nr kat.: F 459, JH 1560), zniszczony podczas II wojny światowej (poprzednio w Jokohamie)
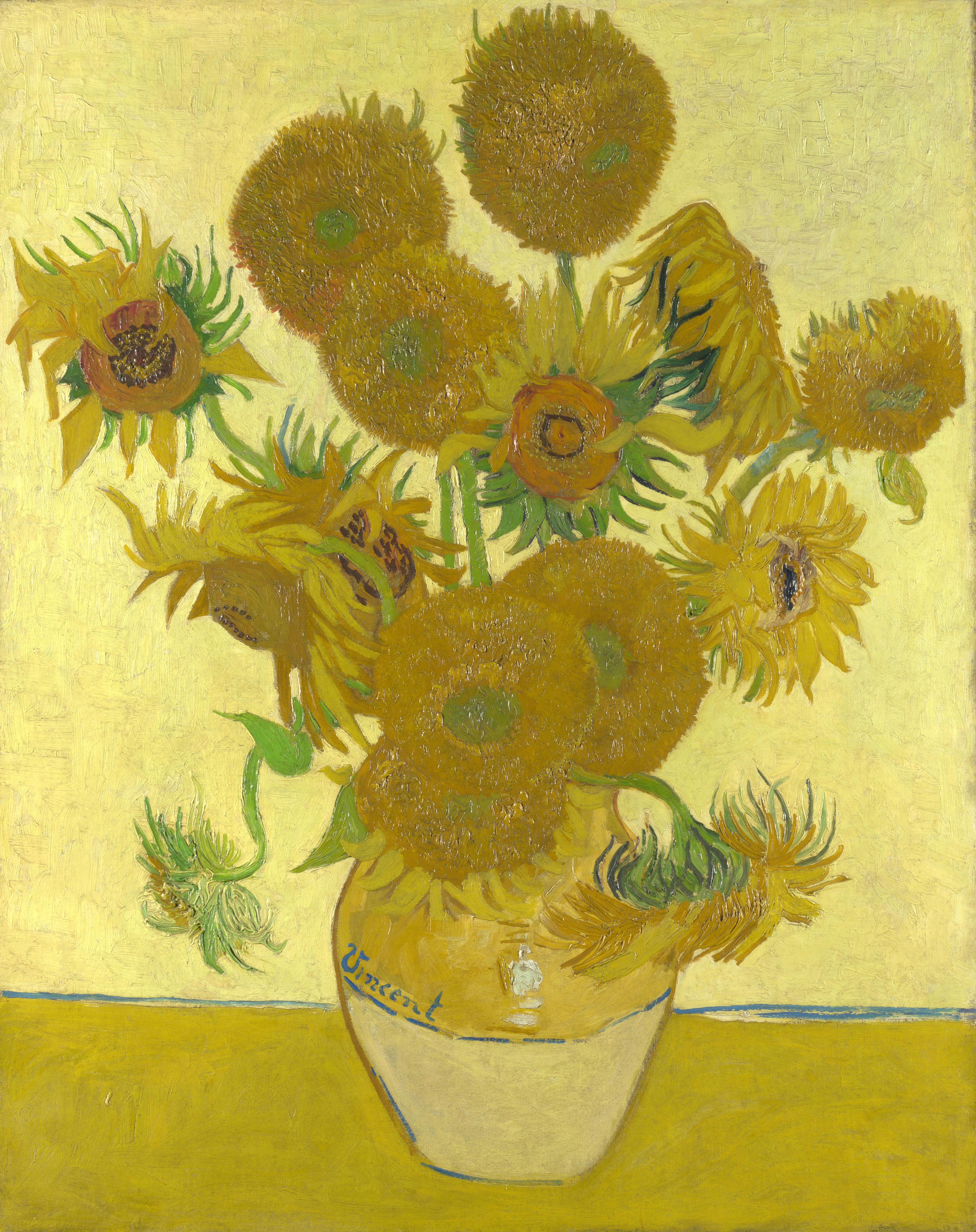
Martwa natura: wazon z piętnastoma słonecznikami, Arles, sierpień 1888 (Nr kat.: F 454, JH 1562), National Gallery, Londyn
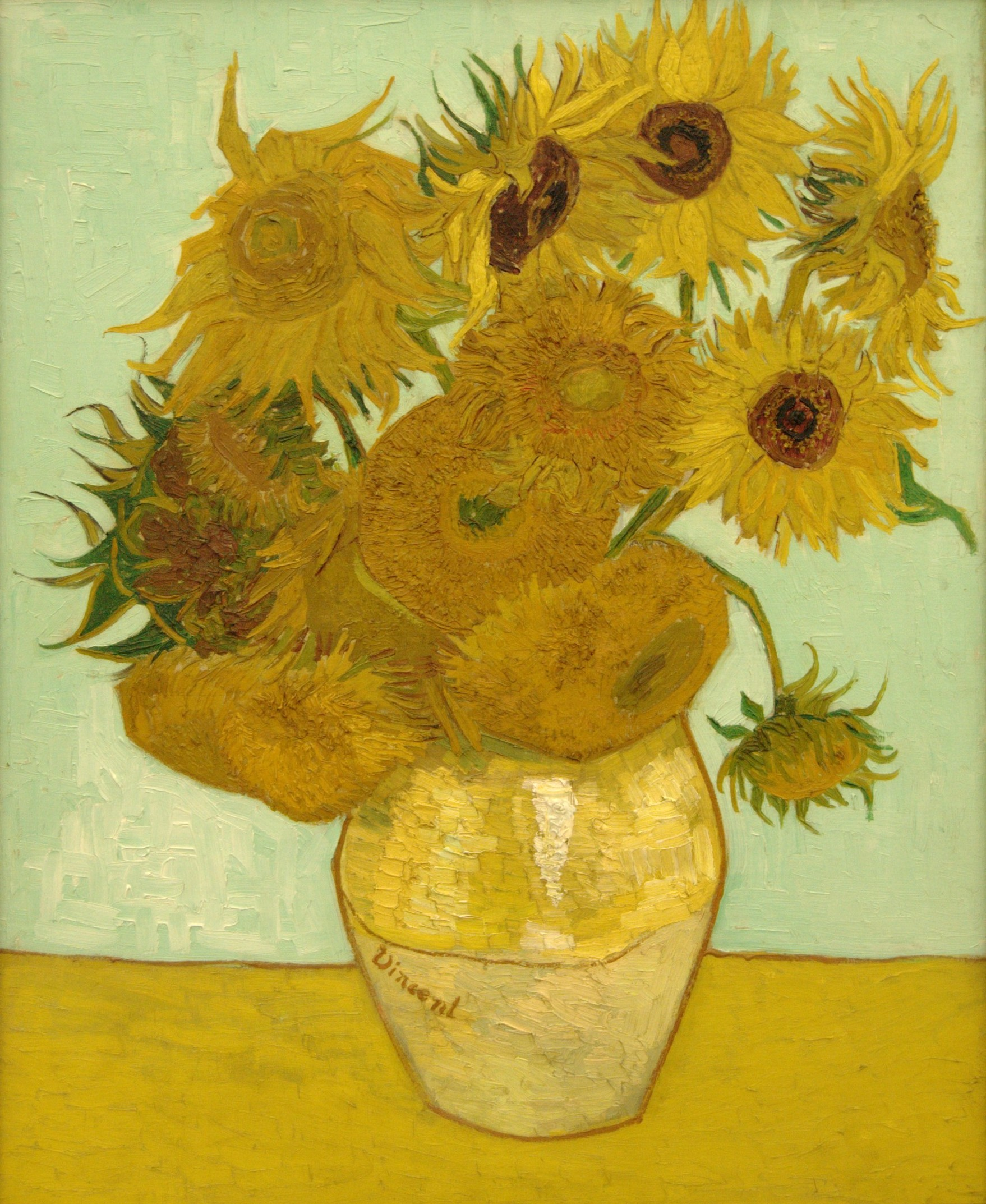
Martwa natura: wazon z dwunastoma słonecznikami, Arles, sierpień 1888 (Nr kat.: F 456, JH 1561), Nowa Pinakoteka, Monachium
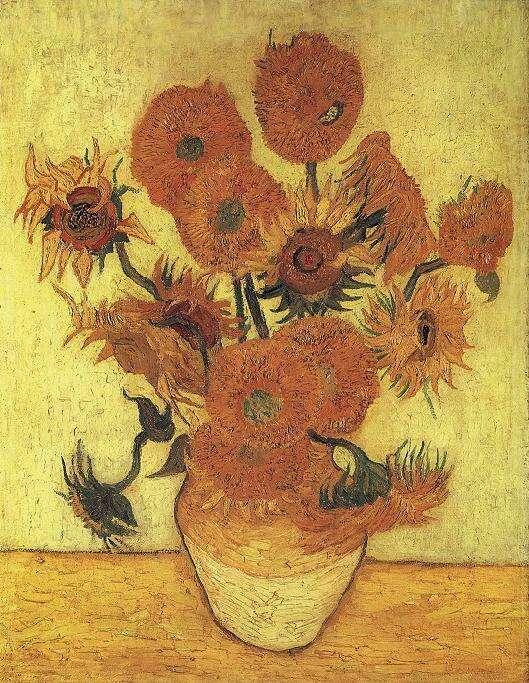
Martwa natura: wazon z piętnastoma słonecznikami, Arles, styczeń 1889 (Nr kat.: F 457, JH 1666), Sompo Japan Museum of Art, Tokio
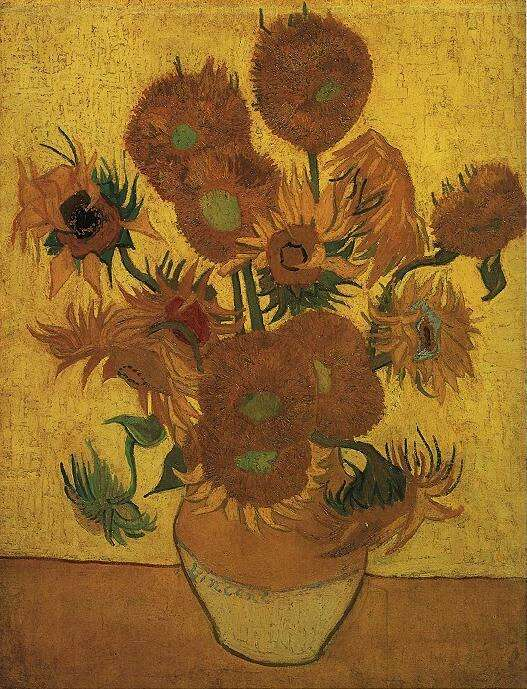
Martwa natura: wazon z piętnastoma słonecznikami, Arles, styczeń 1889 (Nr kat.: F 458, JH 1667), Muzeum Vincenta van Gogha, Amsterdam
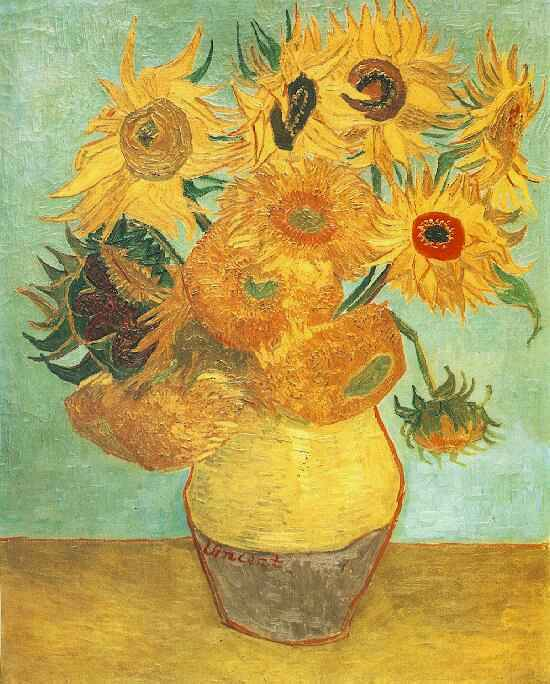
Martwa natura: wazon z dwunastoma słonecznikami, Arles, styczeń 1889 (Nr kat.: F 455, JH 1668), Philadelphia Museum of Art, Filadelfia

Van Gogh uważał, że jego słoneczniki oddziałują tak samo, jak gotyckie witraże w oknach kościołów. Bukiet kilkunastu kwiatów przedstawionych w różnych stadiach wzrostu umieszczony jest przeważnie w glinianym wazonie. Wazony są podzielone na dwie strefy kolorystyczne i umieszczone na małej powierzchni, sięgającej dolnej krawędzi obrazu, podczas gdy bliżej nieokreślone tło podkreśla gęstą kompozycję kwiatową na pierwszym planie.